# Donació de sang

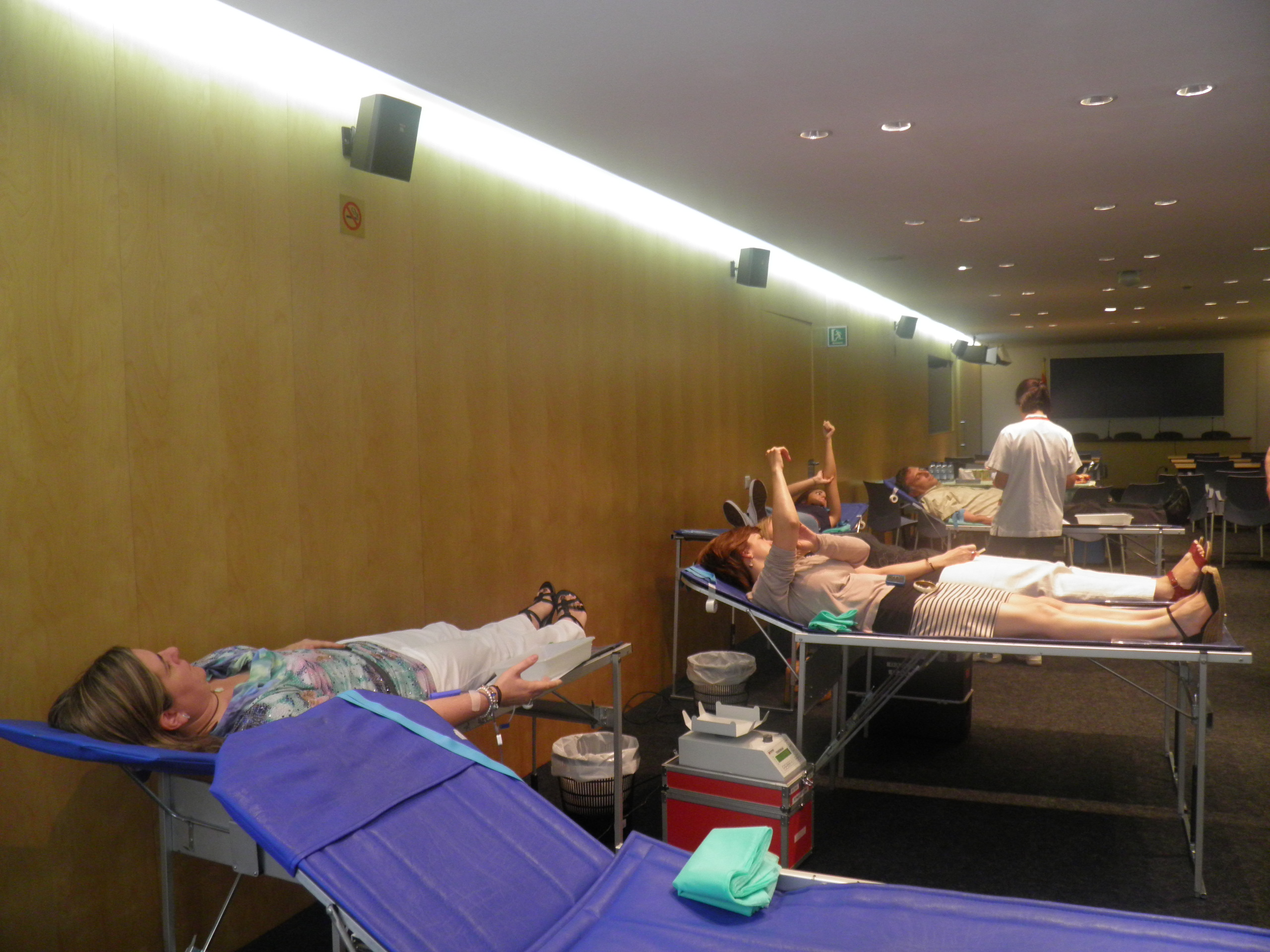
Jornada de donació de sang

Una donació de sang es produeix quan una persona voluntària, un donador o una donadora de sang, permet l'extracció de sang del seu cos i aquesta és utilitzada per a transfusions o per a la creació de medicaments biofarmacèutics mitjançant un procés de separació dels components de la sang conegut com a fragmentació. La donació pot ser de sang completa, o d'alguns del seus components específics (anomenat-se llavors afèresi). Els bancs de sang sovint participen en el procés de recol·lecció, així com els procediments de tractament i conservació que els segueixen. Quan una persona perd sang en gran quantitat per un accident o una operació, o té problemes de salut, pot ser que sigui necessari que rebi una transfusió de sang. No obstant això, atès que la sang humana és una substància que actualment no es pot sintetitzar, és necessari extreure-la d'una altra persona, és a dir, un donador de sang. El 14 de juny de cada any s'ha convingut celebrar el Dia Mundial del Donador de Sang, com una manera d'agrair la donació desinteressada de sang.

## Característiques
La donació de sang és un acte assistit per professionals especialitzats. La sang és un teixit format per diversos elements amb característiques i funcions diferents, per aquest motiu es transfonen per separat a malalts diferents. En conseqüència una única donació de sang pot beneficiar a més d'un malalt. Les donacions de sang es fraccionen per a obtenir essencialment tres productes: concentrats d'hematies, concentrats de plaquetes i plasma.
Els homes poden donar fins a quatre vegades a l'any i les dones, tres, sempre que es respecti l'interval mínim de dos mesos entre donacions. Un cop s'ha fet la donació, els concentrats d'hematies es conserven 42 dies, el plasma es conserva un any i les plaquetes es conserven cinc dies. Una mostra estàndard de sang sol ser de 450 ml, per això cal complir uns requisits mínims per a poder ser donador: tenir entre 18 i 65 anys i pesar més de 50 quilos. També es fa un qüestionari previ orientat a detectar qualsevol possible factor de risc. Les qüestions d'aquest document venen determinades per llei i el seu objectiu és vetllar per la seguretat del donador i del futur receptor. En cap cas però, una resposta afirmativa al qüestionari invalidarà directament una donació de sang. El metge responsable de l'extracció és qui decidirà, finalment, si es realitzarà.

## A Catalunya
La necessitat de sang a Catalunya és constant i, per tant, també ho han de ser les nostres donacions. Cada dia, tots els hospitals i clíniques de Catalunya necessiten l'equivalent a unes 1.000 donacions de sang o components sanguinis per a atendre els seus malalts, perquè la major part d'intervencions quirúrgiques i molts dels tractaments mèdics requereixen transfusions. La transfusió de sang o dels seus derivats s'ha convertit en una part imprescindible en l'actual assistència sanitari.

## La Federació Catalana de Donants de Sang
A Catalunya, tothom dona sang de forma altruista i la rep sense pagar res a canvi. El nostre és un model altruista, en què milers de donadors cada any donen a canvi de res, per la simple voluntat d'ajudar.
Des de la Federació Catalana de Donants de Sang divulguem, fomentem i orientem el comportament de la societat per a assolir una conscienciació ètica i responsable que doni resposta a l'enorme i esperançador repte que aquests avenços científics permeten.
La donació, en general, ha de respondre al criteri d'altruisme i voluntarietat i, per tant, a l'erradicació de la comercialització del cos humà. Afortunadament, els avenços científics en medicina possibiliten avui dia salvar vides i recuperar la salut mercès a les transfusions de sang o derivats.
Per tant, l'objectiu principal de la Federació Catalana de Donants de Sang és fomentar i divulgar la donació altruista de sang i plasma a Catalunya.
La xarxa catalana de donadors de sang compta amb el suport de les Associacions de Donadors de Sang, distribuïdes per comarques (totes elles membres de la Federació Catalana de Donants de Sang), que gràcies a la seva capacitat de comunicació social i al seu potencial humà no professional, possibiliten els elements indispensables per conduir i estimular la participació solidària i cívica de la comunitat.
La Federació Catalana de Donants de Sang col·labora amb el Departament de Salut de la Generalitat de Catalunya, amb el Banc de Sang i Teixits i amb tots els Organismes i Entitats relacionats amb la Transfusió Sanguínia, tant a nivell nacional com internacional.